# Élizabeth Larouche
Pour les articles homonymes, voir Larouche.
Élizabeth Larouche, née le 10 juin 1953 à Val-d'Or, au Québec, est une gestionnaire du réseau de la santé et femme politique québécoise, qui a été élue députée à l'Assemblée nationale du Québec lors de l'élection générale québécoise de 2012.
Elle a représenté la circonscription électorale d'Abitibi-Est en tant que membre du Parti québécois de 2012 à 2014. Elle a fait partie du cabinet Marois comme ministre déléguée aux Affaires autochtones. Elle a été défaite par le libéral Guy Bourgeois aux élections de 2014.
Elle est la première femme à être élue dans la circonscription d'Abitibi-Est et la première femme à avoir occupé le poste de ministre déléguée aux Affaires autochtones.

## Biographie

### Jeunesse et formation
Élizabeth Larouche détient un certificat en intervention auprès des groupes (1984) et une maîtrise en gestion de projet (2004) de Université du Québec en Abitibi-Témiscamingue.
De 1987 à 1997, elle travaille à Radio Nord Communications en tant que représentante des ventes. Elle est par la suite directrice générale de la Fondation du Centre hospitaliers de Val-d'Or de 1997 à 2001. Travaillant toujours dans le domaine de la santé, elle est agente de recrutement médical au Centre de santé et de services sociaux de la Vallée-de-l'Or, de 2001 à 2007. Elle est adjointe au directeur des affaires médicales et services de santé de l'Agence de Santé et de services sociaux de l'Abitibi-Témiscamingue (2007-2012).
Élizabeth Larouche est présidente de plusieurs organisations, dont du Festival de la chanson en Abitibi-Témiscamingue, de la Maison d'hébergement le Nid à Val-d'Or, de la fête du 50e de Val-Senneville en 1995, du Centre local de développement (CLD) de la Vallée-de-l'Or, ainsi que présidente du comité Vision de la Vallée-de-l'Or, table Zone active. Elle est également membre de plusieurs conseils d'administration.
De 1996 à 1999, elle est conseillère municipale à Val-Senneville. Elle est par la suite élue députée du Parti québécois dans Abitibi-Est en 2012. Elle est alors nommée ministre déléguée aux Affaires autochtones dans le cabinet Marois du 19 septembre 2012 au 23 avril 2014. Elle est défaite en 2014 et en 2018.
De 2015 à 2018, elle est coordonnatrice du réseau des cliniques universitaires et des activités philanthropiques au Département médecine de famille à l'Université de Montréal.
Elle est la tante de l'ex-député Alexis Wawanoloath.
Élizabeth Larouche a été la première récipiendaire du prix Yolette Lévy en avril 2019.

## Résultats électoraux
|                                                                                               | Nom                     | Parti               | Nombre de voix | %      | Maj.  |
| --------------------------------------------------------------------------------------------- | ----------------------- | ------------------- | -------------- | ------ | ----- |
|                                                                                               | Pierre Dufour           | Coalition avenir    | 8 967          | 42,7 % | 4 877 |
|                                                                                               | Élizabeth Larouche      | Parti québécois     | 4 090          | 19,5 % | -     |
|                                                                                               | Guy Bourgeois (sortant) | Libéral             | 3 936          | 18,8 % | -     |
|                                                                                               | Lyne Cyr                | Québec solidaire    | 3 287          | 15,7 % | -     |
|                                                                                               | Mélina Paquette         | Vert                | 356            | 1,7 %  | -     |
|                                                                                               | Éric Caron              | Citoyens au pouvoir | 355            | 1,7 %  | -     |
| Total                                                                                         | Total                   | Total               | 20 991         | 100 %  |       |
| Le taux de participation lors de l'élection était de 63,8 % et 551 bulletins ont été rejetés. |                         |                     |                |        |       |

|                                                                                               | Nom                          | Parti            | Nombre de voix | %      | Maj.  |
| --------------------------------------------------------------------------------------------- | ---------------------------- | ---------------- | -------------- | ------ | ----- |
|                                                                                               | Guy Bourgeois                | Libéral          | 8 476          | 41,1 % | 2 159 |
|                                                                                               | Élizabeth Larouche (sortant) | Parti québécois  | 6 317          | 30,6 % | -     |
|                                                                                               | Sylvain Martel               | Coalition avenir | 3 927          | 19 %   | -     |
|                                                                                               | Valérie Dufour               | Québec solidaire | 1 469          | 7,1 %  | -     |
|                                                                                               | Richard Trudel               | Option nationale | 235            | 1,1 %  | -     |
|                                                                                               | Maxym Perron-Tellier         | Conservateur     | 202            | 1 %    | -     |
| Total                                                                                         | Total                        | Total            | 20 626         | 100 %  |       |
| Le taux de participation lors de l'élection était de 62,9 % et 525 bulletins ont été rejetés. |                              |                  |                |        |       |

|                                                                                               | Nom                        | Parti            | Nombre de voix | %      | Maj. |
| --------------------------------------------------------------------------------------------- | -------------------------- | ---------------- | -------------- | ------ | ---- |
|                                                                                               | Élizabeth Larouche         | Parti québécois  | 8 430          | 38,4 % | 777  |
|                                                                                               | Pierre Corbeil (sortant)   | Libéral          | 7 653          | 34,9 % | -    |
|                                                                                               | Samuel Dupras              | Coalition avenir | 4 059          | 18,5 % | -    |
|                                                                                               | Sarah Charbonneau-Beaulieu | Québec solidaire | 1 047          | 4,8 %  | -    |
|                                                                                               | Richard Trudel             | Option nationale | 452            | 2,1 %  | -    |
|                                                                                               | Yvette Poucachiche         | Vert             | 316            | 1,4 %  | -    |
| Total                                                                                         | Total                      | Total            | 21 957         | 100 %  |      |
| Le taux de participation lors de l'élection était de 67,4 % et 454 bulletins ont été rejetés. |                            |                  |                |        |      |

## Citations
- « Toute ma vie, j’ai voulu être un modèle féministe. » — Élizabeth Larouche, en 2012[8].
- « Là où je voyais qu’il n’y avait pas de femmes présentes, je me présentais. Plusieurs fois, dans des conseils d’administration ou autres situations, j’étais la seule femme. » — Élizabeth Larouche, en 2012[8].
- « Pour qu’on puisse faire changer les choses, il faut qu’il y ait un nombre suffisant de femmes pour amener des idées. Si tu es la seule, c’est plus difficile de faire passer un message[8]. » — Élizabeth Larouche, en 2012.